# Parco Spina Verde (Rimini)
Il parco Spina Verde è un parco pubblico della città di Rimini, sito in frazione Miramare.

## Descrizione
È un parco non molto grande, trattandosi appunto di un parco di quartiere, e, come dice il nome stesso, ha una forma allungata; è stato infatti progettato negli anni sessanta come "corridoio" (spina) verde che si allungasse all'interno dell'allora nascente "lottizzazione Miramare", compiuta su terreni un tempo agricoli, così da spezzare la continuità delle case e creare un parco pubblico per il nascente quartiere e per la frazione di Miramare stessa.
Una parte maggiormente espansa è presente al centro del parco, dove si concentrano anche i servizi pubblici (giochi per i bambini, aree picnic e fontanella). Recentemente, il parco ha subito un progetto di riqualificazione, con la creazione di una nuova strada all'interno dello stesso che arrivasse a collegare anche la parte sud, prima raggiungibile solo attraverso un sentiero fangoso. Sono stati, inoltre, piantati nuovi alberi e potenziato il verde.